# Bruce Davey
Bruce Davey (* in Sydney) ist ein australischer Filmproduzent.
Davey ist gemeinsam mit Mel Gibson Inhaber der Icon Productions. Er war als Produzent beteiligt an Mel Gibsons Regiedebüt Der Mann ohne Gesicht (1993) sowie den folgenden von Gibson inszenierten Filmen: Braveheart (1995), Die Passion Christi (2004) und Apocalypto. Für Braveheart gewann Davey den Oscar.
Davey fing als Mel Gibsons Buchhalter an. Nachdem er sein Manager geworden war, gründeten die beiden 1989 die Firma Icon Productions.

## Auszeichnungen
- 1995: Oscar für Braveheart
- 1998: BAFTA Children’s Award für FairyTale: A True Story
- 2000: Nominiert für den Genie für Felicia’s Journey
- 2007: Nominiert für den BAFTA Film Award für Apocalypto

## Filmografie (Auswahl)

### Als Produzent
- 1990: Hamlet
- 1992: Forever Young
- 1993: Der Mann ohne Gesicht (The Man Without a Face)
- 1993: Cool Blades  Nur der Sieg zählt (Airborne)
- 1994: Maverick – Den Colt am Gürtel, ein As im Ärmel (Maverick)
- 1994: Ludwig van B. – Meine unsterbliche Geliebte (Immortal Beloved)
- 1995: Braveheart
- 1995: Dad and Dave: On Our Selection
- 1997: Anna Karenina
- 1997: 187 – Eine tödliche Zahl (One Eight Seven)
- 1997: FairyTale: A True Story
- 1999: Payback – Zahltag (Payback)
- 1999: Ein perfekter Ehemann (An Ideal Husband)
- 1999: Felicia, mein Engel (Felicia’s Journey)
- 2000: The Million Dollar Hotel
- 2000: Kevin und Perry tun es (Kevin & Perry Go Large)
- 2000: The Three Stooges (Fernsehfilm)
- 2000: When the Sky Falls
- 2000: Was Frauen wollen (What Women Want)
- 2000: Die Prophezeiung (Bless the Child)
- 2000: Der Zauberpudding (The Magic Pudding)
- 2001: The Martins
- 2001: Invincible – Die Liga der Unbesiegbaren (Invincible)
- 2002: Wir waren Helden (We Were Soldiers)
- 2003: Family Curse (Fernsehfilm)
- 2003: The Singing Detective
- 2003: Blackball
- 2004: Die Passion Christi (The Passion of the Christ)
- 2004: Gladiatress
- 2004: Paparazzi
- 2004: Clubhouse (Fernsehserie)
- 2004: Kevin Hill (Fernsehserie)
- 2005: Complete Savages (Fernsehserie)
- 2005: The Dive from Clausen’s Pier
- 2005: Leonard Cohen: I’m Your Man
- 2006: Seraphim Falls
- 2006: Apocalypto
- 2007: Butterfly on a Wheel
- 2007: Carrier (Fernsehserie)
- 2008: Another Day in Paradise
- 2012: Get the Gringo
- 2014: Stonehearst Asylum – Diese Mauern wirst du nie verlassen (Stonehearst Asylum)
- 2016: Hacksaw Ridge – Die Entscheidung (Hacksaw Ridge)
- 2025: Flight Risk

### Als Schauspieler
- 1994: Immortal Beloved